# Canção do mar
Canção do mar, is een lied van Amália Rodrigues uit 1955. Het werd voor het eerst als Solidão uitgebracht en diende als filmmuziek voor Os amantes do Tejo, de Portugese vertaling van de Franse film Les amants du Tage (1955). De tekst is geschreven door Ferrer Trindade en de muziek door Frederico de Brito. Er verschenen in de loop van de jaren veel covers van het lied.

## Covers
Van oorsprong al filmmuziek, werd het nummer later ook opnieuw als soundtrack voor andere films gebruikt. Dit was bijvoorbeeld het geval bij Crime na pensão estrelinha (1990), As pupilas do senhor Reitor (titelsong, 1995), Primal fear (1996), Premios ceres de teatro (2013) en de televisieserie Southland (2009-2013).
Er verschenen verder nog een reeks aan andere covers van artiesten uit de hele wereld, zoals van The Melachrino Strings (George Melachrino), Agostinho Dos Santos, Dulce Pontes en Julio Iglesias.
Ook verschenen er versies in verschillende andere talen. In het Engels verscheen een single van Piet Veerman (Song of the ocean, 1996) en van Sarah Brightman (Harem met in de Hot Dance Club Songs een nummer 1-hit in 2003). In het Nederlands verscheen een versie van Lenny Kuhr (Triest in mij op het album Fadista, 2001), het Frans van Hélène Segara (Elle, tu l'aimes..., single uit 2000 met een hit in België en Frankrijk), het Duits van Milva (Das ja zum Leben, single uit 1999) en het Grieks van Mando (Ftes esy op Gia oles tis fores, 1997).
In Puerto Rico verscheen de Spaanstalige versie Oye mar van Chayanne op zijn album Simplemente (2000). Deze versie verscheen later nog van Cristina del Valle op Apuntes generales del mundo (2001) en van Chenoa op Chenoa (2002). Verder verschenen er nog drie Turkse versies: van Ayşegül Aldinç (Güle, güle op Nefes, 2000), van Seden Gürel (Ben kadınım op Hesaplaşma, 2002) en van Soner Arıca (Beni unutma op Benim Adım Aşk, 2005).

## Singles
Hieronder volgt een selectie van de singles die van het nummer zijn uitgebracht.

### Amália Rodrigues
In 1955 bracht Amália Rodrigues het voor het eerst uit op een plaat. Het verscheen op de B-kant van de single Barco negro en op dubbele A-kant van een maxi-single. Beide singles verschenen ook in Nederland. De maxi-single, met liedjes die allemaal uit Os amantes do Tejo voort zijn gekomen, was als volgt ingedeeld:
A1 - Barco negro (Mãe preta)
A2 - Solidão (Canção do mar)
B1 - Fallaste corazón
B2 - Lisboa não sejas Francesa
Hitnoteringen van de singles zijn niet bekend. Daarnaast bracht ze het ook nog op een andere platen uit, zoals op haar debuutalbum Amália Rodrigues. 

### Dulce Pontes
In 1993 bracht Dulce Pontes een cover van het nummer uit. De single bereikte geen Belgische notering en wist niet door te breken naar een Nederlandse hoofdlijst. Wel verscheen de single twee maal als tip. Het nummer kwam ook op haar album Lágrimas (1993) terecht dat in de Nederlandse Album Top 100 op nummer 29 piekte.
Tip-noteringen in Nederland
| Hitlijst  | notering | weken |
| --------- | -------- | ----- |
| Tip 30    | tip2     | 6     |
| Tipparade | tip4     | 6     |

### Song of the oceanvan Piet Veerman
In 1996 bracht Piet Veerman een Engelse versie van het lied uit met de titel Song of the ocean. De tekst schreef hij samen met de in Nederland wonende Schotse songwriter Bruce Smith. Daarnaast verscheen het op zijn album Mi vida (My life). Ook verscheen het op zijn verzamelalbum Hollands glorie (2010).
De single was de op een na laatste die Veerman uitbracht en bereikte de hitlijsten niet meer. Zijn album stond niettemin negen weken in de Album Top 100 met nummer 9 als hoogste notering.

### Elle, tu l'aimes...van Hélène Segara
In 2000 bracht Hélène Segara een vertaling uit in het Frans met de titel Elle, tu l'aimes... De vertaling kwam van Michel Jourdan en op de B-kant verscheen het nummer Rebelles. Het nummer werd een hit in België en Frankrijk.

#### Hitnoteringen
Belgische Ultratop 50
| Hitnotering: 29-4-2000 t/m 9-9-2000 | Hitnotering: 29-4-2000 t/m 9-9-2000 | Hitnotering: 29-4-2000 t/m 9-9-2000 | Hitnotering: 29-4-2000 t/m 9-9-2000 | Hitnotering: 29-4-2000 t/m 9-9-2000 | Hitnotering: 29-4-2000 t/m 9-9-2000 | Hitnotering: 29-4-2000 t/m 9-9-2000 | Hitnotering: 29-4-2000 t/m 9-9-2000 | Hitnotering: 29-4-2000 t/m 9-9-2000 | Hitnotering: 29-4-2000 t/m 9-9-2000 | Hitnotering: 29-4-2000 t/m 9-9-2000 | Hitnotering: 29-4-2000 t/m 9-9-2000 | Hitnotering: 29-4-2000 t/m 9-9-2000 | Hitnotering: 29-4-2000 t/m 9-9-2000 | Hitnotering: 29-4-2000 t/m 9-9-2000 | Hitnotering: 29-4-2000 t/m 9-9-2000 | Hitnotering: 29-4-2000 t/m 9-9-2000 | Hitnotering: 29-4-2000 t/m 9-9-2000 | Hitnotering: 29-4-2000 t/m 9-9-2000 | Hitnotering: 29-4-2000 t/m 9-9-2000 | Hitnotering: 29-4-2000 t/m 9-9-2000 | Hitnotering: 29-4-2000 t/m 9-9-2000 |
| Week:                               | 1                                   | 2                                   | 3                                   | 4                                   | 5                                   | 6                                   | 7                                   | 8                                   | 9                                   | 10                                  | 11                                  | 12                                  | 13                                  | 14                                  | 15                                  | 16                                  | 17                                  | 18                                  | 19                                  | 20                                  |                                     |
| ----------------------------------- | ----------------------------------- | ----------------------------------- | ----------------------------------- | ----------------------------------- | ----------------------------------- | ----------------------------------- | ----------------------------------- | ----------------------------------- | ----------------------------------- | ----------------------------------- | ----------------------------------- | ----------------------------------- | ----------------------------------- | ----------------------------------- | ----------------------------------- | ----------------------------------- | ----------------------------------- | ----------------------------------- | ----------------------------------- | ----------------------------------- | ----------------------------------- |
| Positie:                            | 24                                  | 10                                  | 6                                   | 6                                   | 6                                   | 6                                   | 6                                   | 6                                   | 4                                   | 5                                   | 5                                   | 6                                   | 9                                   | 14                                  | 14                                  | 17                                  | 24                                  | 32                                  | 31                                  | 36                                  |                                     |

Franse Top 100
| Positie: | 21 | 13 | 7  | 5  | 6  | 4  | 3  | 4  | 4  | 4  | 6  | 5  | 5  | 6  | 6  | 6   |
| Week:    | 17 | 18 | 19 | 20 | 21 | 22 | 23 | 24 | 25 | 26 | 27 | 28 | 29 | 30 | 31 |     |
| Positie: | 11 | 12 | 16 | 19 | 24 | 24 | 27 | 31 | 34 | 45 | 51 | 56 | 75 | 83 | 98 | uit |

### Haremvan Sarah Brightman
In 2003 bracht Sarah Brightman een elektronische versie uit in het Engels met de titel Harem. De Engelse versie werd geschreven door Frank Peterson, Roxanne Seeman en Brightman zelf. De single belandde op nummer 1 in de Amerikaanse Hot Dance Club Songs. De single kwam niet in België en Nederland uit. Haar elpee Harem belandde in de hitlijsten van de meeste Europese landen en Oceanië.

#### Hitnotering
| Land             | notering | hitlijst             |
| ---------------- | -------- | -------------------- |
| Verenigde Staten | 1        | Hot Dance Club Songs |